# Еріульф
Еріульф (*д/н —392/393) — король вестготів-тревінгів у 382—392 роках.

## Життєпис
Був одним з вождів або королів вестготів з кінця 370-х років. У 382 році пересилився на римську територію на нижньому Дунаї. Доволі швидко зайняв антиримську позицію, формально визнаючи зверхність імператора Феодосія I.
391 році у Фракії очолив повстання вестготів проти імператора, намагаючись повторити успіх готів 378 року. Втім у битвах в Македонії та Фракії Еріульф зазнав поразок від іншого вестготського вождя Фравітти, що мав проримську позицію. Еріульф отримав прощення від імператора й знову визнався федератом. У 392 або 393 році напередодні нового походу імператорської армії на бенкеті за присутності Феодосія I засперичався з Фравіттою щодо продовження виконання союзницькі обов'язки щодо імперії. Еріульф пропонував боротися з римлянами. Еріульфа та Фравітту вивели з бенкетної зали, де ті схопилися за мечі. В результаті Фравітта у герці вбив Еріульфа.